# کالکوژنید
کالکوژناید (به انگلیسی: Chalcogenide) یک ترکیب شیمیایی است که متشکل از حداقل یک آنیون کالکوژن و حداقل یک عنصر الکتروپوزیتیو دیگر است. اگر چه همه عناصر گروه ۱۶ جدول تناوبی به عنوان کالکوژن تعریف شده‌اند، واژه کالکوژناید معمولاً برای سولفیدها، سلنیدها، تلوریدها و پولونیدها به کار می‌رود تا به جای اکسیدها. بسیاری از سنگ معدن‌های فلزی به شکل کالکوژناید وجود دارند. از شیشه‌های کالکوژناید فوتو رساننده در الکتروفتوگرافی استفاده می‌شود. برخی از رنگدانه‌ها و کاتالیزورها نیز بر اساس کالکوژنایدها ساخته شده‌اند. فلز دی کالکوژناید مولیبدن دی‌سولفید یک روان‌کننده جامد است.
به منظور طبقه‌بندی این مواد، کالکوژناید اغلب به عنوان یک دی آنیون در نظرگرفته می‌شود. (به بخش «کالکوژنایدهای فلز واسطه» مراجعه شود)

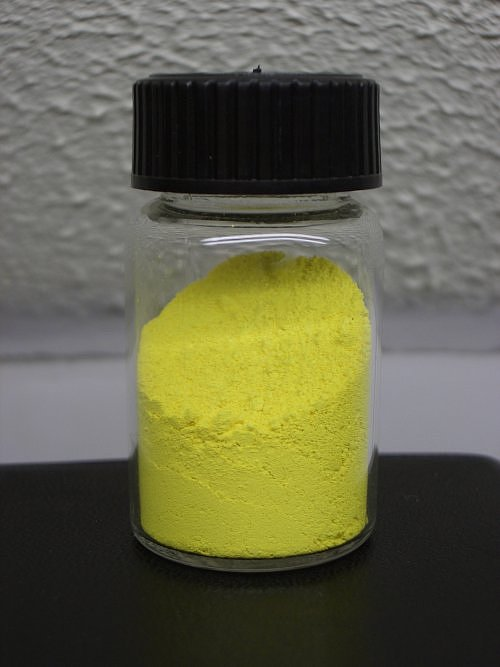
سولفید کادمیوم، یک کالکوژنید فلزی نمونه اولیه، به عنوان یک رنگدانه زرد استفاده می‌شود.

## فلز قلیایی و کالکوژنایدهای قلیایی خاکی
فلز قلیایی و مونوکالکوژنایدهای قلیایی خاکی، نمک مانند هستند، بی‌رنگ و اغلب محلول در آب می‌باشند. سولفیدها تمایل دارند که تحت هیدرولیز واقع شوند تا مشتقات حاوی آنیون‌های بیسولفید (-SH) را تشکیل دهند. کالکوژنایدهای فلز قلیایی اغلب با ساختار ضد فلوریت و نمکهای قلیایی خاکی در شکل عمده کلرید سدیم متبلور می‌شوند.

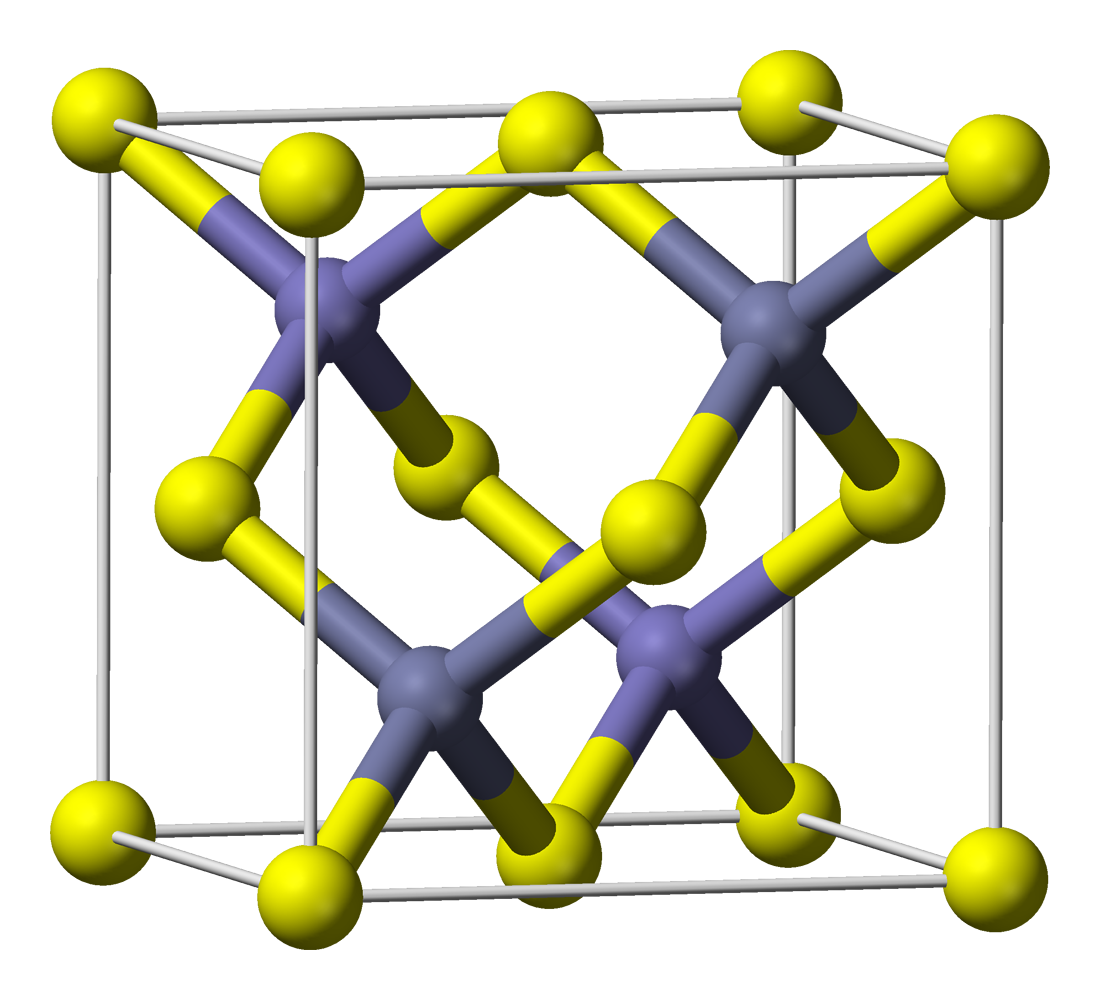
ساختار اسفالریت (سولفید روی)، یک شکل رایج برای مونوکالکوژناید فلزی است. (به بخش «مونوکالکوژناید» مراجعه شود)

## کالکوژنایدهای فلز واسطه
کالکوژنایدهای فلز واسطه با بسیاری از استوکیومتری‌ها و ساختارها رخ می‌دهند. با این حال، رایج‌ترین و مهمترینشان از منظر فناوری، کالکوژنایدهای استوکیومتری‌های ساده مانند ۱: ۱ و ۱: ۲ هستند. موارد شدید شامل فازهای غنی از فلز (به عنوان مثال Ta2S)، که دارای پیوندهای فلزی-فلزی گسترده‌اند، و مواد غنی از کالکوژناید مانند Re2S7، که دارای پیوندهای کالکوژن-کالکوژن گسترده‌است.
به منظور طبقه‌بندی این مواد، کالکوژناید اغلب به عنوان یک دی آنیون در نظرگرفته می‌شود، به عنوان مثال، -Se2 - S 2-، Te2 و - Po2. در واقع، کالکوژنایدهای فلز واسطه بسیار کووالانسی هستند، نه یونی، همان‌طور که خصوصیات نیمه هادی آنها این مسئله را نشان داده‌است.

## کالکوژنایدهای غنی از فلز

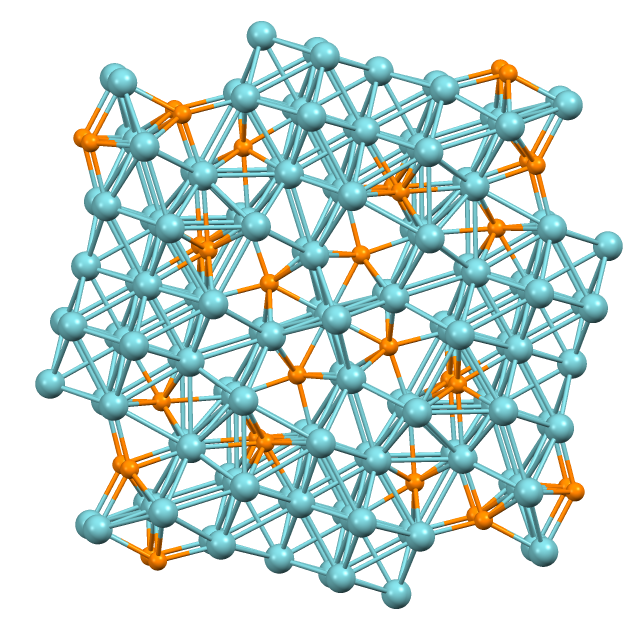
ساختار سولفید غنی از فلز Nb_{21}S_{8}.

در بیشتر کالکوژنایدها، فلزات واسطه حالت اکسایش II یا بیشتر را اتخاذ می‌کنند. با این وجود، نمونه‌های مختلفی وجود دارد که در آن تعداد اتم‌های فلزی از کالکوژن‌ها بسیار بیشتر است. چنین ترکیباتی معمولاً دارای پیوند فلزی-فلزی گسترده هستند.

## مونوکالکوژناید
مونوکالکوژنایدهای فلزی دارای فرمول ME است، که در آن M = یک فلز واسطه و E = S , Se , Te است. آنها به‌طور معمول در یکی از دو شکلی متبلور می‌شوند، که اشکال مربوطه به سولفید روی نام گذاری شده‌است. در ساختار اسفالریت، اتمهای سولفید در یک تقارن مکعبی و یونهای +Zn2 نیمی از سوراخ‌های چهار ضلعی (تتراهدرال) را اشغال می‌کنند. نتیجه یک بدنه و چارچوب الماسواره (الماس گونه) است. ساختار جایگزین اصلی برای مونوکالکوژنایدها، ساختار ورتزیت است که در آن اتصالات اتمی مشابه (چهار ضلعی) هستند، اما تقارن بلوری شش ضلعی (هگزاگونال) است. شکل سوم برای مونوکالکوژنایدهای فلزی شبکه نیکل آرسنید است، که در آن فلز و کالکوژناید هر یک به ترتیب دارای هماهنگی منشوری هشت ضلعی و مثلثی است. این شکل معمولاً مشمول ترکیب غیراستوکیومتری است.
مونوکالکوژنایدهای مهم شامل برخی از رنگدانه‌ها، به ویژه سولفید کادمیوم است. بسیاری از مواد معدنی و سنگ معدن مونوسولفید هستند.

## دی کالکوژنایدها
دی کالکوژنایدهای فلزی دارای فرمول ME2 هستند که در آن M = یک فلز واسطه و E = S , Se , Te است. طبق معمول، مهمترین اعضا سولفیدها هستند. آنها همیشه جامد دیامغناطیسی تیره رنگ هستند، در همه حلالها محلول نیستند و خاصیت نیمه هادی دارند. به لحاظ ساختار الکترونیکی، این ترکیبات معمولاً به عنوان مشتقات +M4، مشاهده شده‌اند که در آن 4+M4+=Ti و (d0پیکربندی)، +V4 (پیکربندی d1)، یون 4+Mo(پیکربندی d2). دی سولفید تیتانیوم در نمونه کاتد برای باتری‌های ثانویه مورد بررسی قرار گرفت، بهره‌برداری از توانایی خود و تحمل کردن برگشت‌پذیری بین لایه ای توسط لیتیوم. دی سولفید مولیبدن، موضوع هزاران نشریه، سنگ معدن اصلی مولیبدن است که در آن مولیبدنیت نامیده می‌شود. این ماده به عنوان روان‌کننده جامد و کاتالیزوری برای هیدروسولفوریزاسیون استفاده می‌شود. دی سلنیدها و حتی دی تلوریدهای مربوطه شناخته شده‌اند، به عنوان مثال، TiSe2، MoSe2 و WSe2.
دی کالکوژنایدهای فلز واسطه معمولاً ساختارهای دی سولفید کادمیوم یا مولیبدن را اتخاذ می‌کنند. در شکل CdI2، فلزات ساختارهای هشت ضلعی را به نمایش می‌گذارند. در موتیف MoS2، که برای دی هالیدها مشاهده نمی‌شود، فلزات ساختارهای منشوری مثلثی را نشان می‌دهند. پیوند شدید بین لیگاندهای فلزی و کالکوژناید، با پیوند کالکوژناید-کالکوژناید ضعیف بین لایه‌ها تضاد دارد. با توجه به این استحکامات پیوندهای متضاد، این مواد درگیر تعامل با فلزات قلیایی هستند. روند این تعمال با انتقال بار همراه است و مراکز (M (IV را به (M (III کاهش می‌دهد.

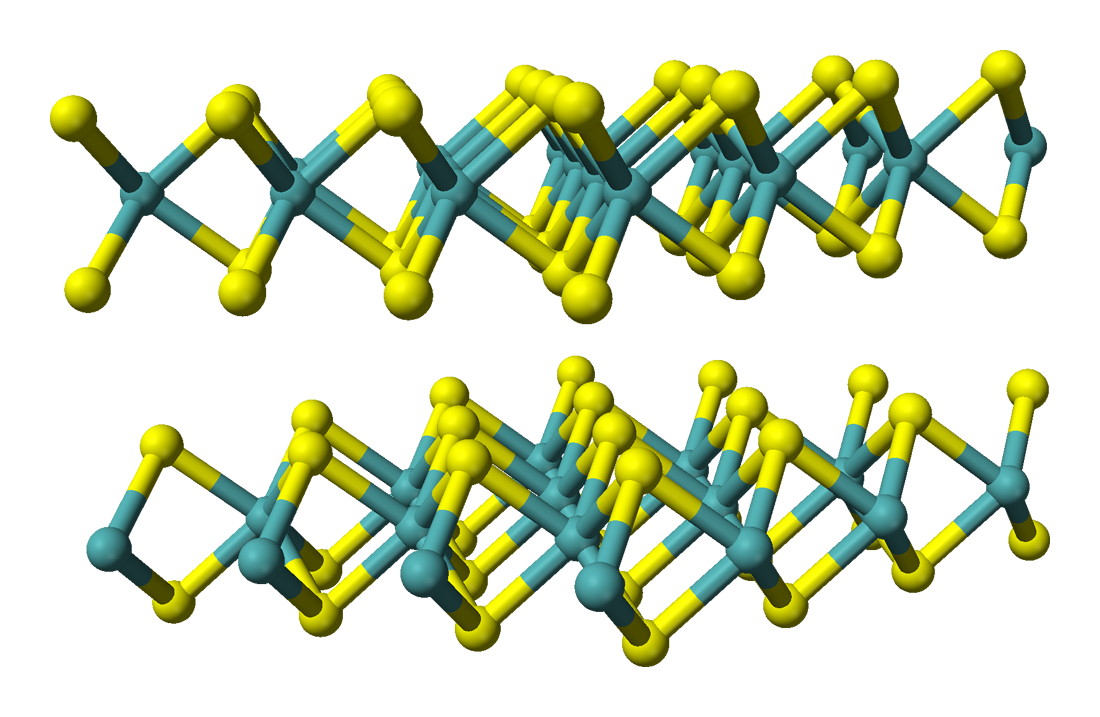
MoS _{2}، متداول‌ترین دی دی کالکوژناید فلزی، ساختار لایه ای را اتخاذ می‌کند.